# Pole (Botswana)
Pole is een dorp in het district North-East in Botswana. De plaats telt 288 inwoners (2011).